# Ostrava-Mariánské Hory (železniční zastávka)
Ostrava-Mariánské Hory je železniční zastávka, která se nachází v ostravském obvodu Mariánské Hory a Hulváky. Zastávka leží v obvodu stanice Ostrava hlavní nádraží v km 264,840 železniční trati Bohumín - Přerov. 

## Historie
Výstavba zastávky byla schválena Ministerstvem železnic dne 8. dubna 1910. Tehdy ještě nebylo jasné, jaké bude pojmenování zastávky, neboť zamýšlený dvojjazyčný název Mariánské Hory – Marienberg ministerstvo zamítlo pro duplicitu s jinými dvěma zastávkami pojmenovanými rovněž Marienberg. Zastávka byla dána do provozu zřejmě v červnu 1911.
V letech 1939 až 1945 nesla dvojjazyčný název Marienberg / Mariánské Hory, poté se navrátil pouze k české verzi Mariánské Hory. Od roku 1949 se používá název Ostrava-Mariánské Hory.
Zastávka by měla zaniknout bez náhrady během modernizace uzlu Ostrava, která je plánována na roky 2028 až 2034.

## Popis
Zastávka má dvě nástupiště, která leží u hlavních staničních kolejí 101a a 102a. Nástupiště u koleje č. 101a má délku 252 metrů a slouží hlavně pro vlaky jedoucí směrem na Bohumín. Nástupiště u koleje č. 101a má délku 140 metrů a používá se především pro vlaky směřující na Ostravu-Svinov. Obě nástupiště mají výšku 300 mm nad temenem kolejnice.